# Contea di Reagan
La contea di Reagan in inglese Reagan County è una contea dello Stato del Texas, negli Stati Uniti. La popolazione al censimento del 2010 era di 3 367 abitanti. Il capoluogo di contea è Big Lake. Il nome della contea deriva da John Henninger Reagan (1818-1905), senatore degli Stati Uniti d'America.

## Storia
| Anno | Popolazione | ±%     |
| ---- | ----------- | ------ |
| 1910 | 392         | Note:  |
| 1920 | 377         | −3.8%  |
| 1930 | 3,028       | 703.2% |
| 1940 | 1,997       | −34.0% |
| 1950 | 3,127       | 56.6%  |
| 1960 | 3,782       | 20.9%  |
| 1970 | 3,239       | −14.4% |
| 1980 | 4,135       | 27.7%  |
| 1990 | 4,514       | 9.2%   |
| 2000 | 3,326       | −26.3% |
| 2010 | 3,367       | 1.2%   |

I primi abitanti della zona furono tribù di Paleoamericani, Suma-Jumano, Kiowa, e Comanche.

## Geografia
Secondo l'Ufficio del censimento degli Stati Uniti d'America la contea ha un'area totale di 1176 miglia quadrate (3050 km²), di cui 1175 miglia quadrate (3040 km²) sono terra, mentre 0,7 miglia quadrate (1,8 km², corrispondenti allo 0,06% del territorio) sono costituiti dall'acqua. Nella contea si trova il Spraberry Trend, il terzo giacimento più grande degli Stati Uniti d'America.

### Strade principali
- U.S. Highway 67
- State Highway 137
- Ranch to Market Road 33

### Contee adiacenti
- Glasscock County (nord)
- Sterling County (nord-est)
- Tom Green County (est)
- Irion County (est)
- Crockett County (sud)
- Upton County (ovest)
- Midland County (nord-ovest)